# 重田麻希
重田 麻希（しげた あさき、1982年7月19日 - ）は、日本の元女子バスケットボール選手。ポジションはセンター。ニックネームは「クゥ」。

## 来歴
千葉県白井市出身。バスケを始めたのは小学4年生の時。
白井市立清水口小学校、白井市立七次台中学校を経て、1998年4月に愛知県の名古屋短期大学付属高等学校（現・桜花学園高等学校）に進学。同期に大神雄子がいる。高校2年の1999年、インターハイ、国体、ウインターカップで三冠を達成し、3年間で7度の全国タイトルを獲得。3年生のウインターカップでは、背番号6番としてベスト5を獲得した。
2001年に高校を卒業し、シャンソン化粧品のシャンソンVマジックに加入したが、2004年3月に引退。

## 日本代表歴
- 2001年、チェコで行われた世界ジュニア選手権に出場。